# U-617 (tàu ngầm Đức)
U-617 là một tàu ngầm tấn công  Lớp Type VII thuộc phân lớp Type VIIC được Hải quân Đức Quốc Xã chế tạo trong Chiến tranh Thế giới thứ hai. Nhập biên chế năm 1942, nó đã thực hiện được bảy chuyến tuần tra, đánh chìm được tám tàu buôn tổng tải trọng 25.879 GRT, hai tàu chiến tổng tải trọng 3.700 tấn, cùng một tàu chiến phụ trợ tải trọng 810 GRT. Trong chuyến tuần tra cuối cùng, U-617 bị máy bay cùng tàu chiến Anh và Australia đánh chìm trong Địa Trung Hải về phía Tây Bắc Mellila, Maroc vào ngày 12 tháng 9, 1943.

## Thiết kế và chế tạo

### Thiết kế

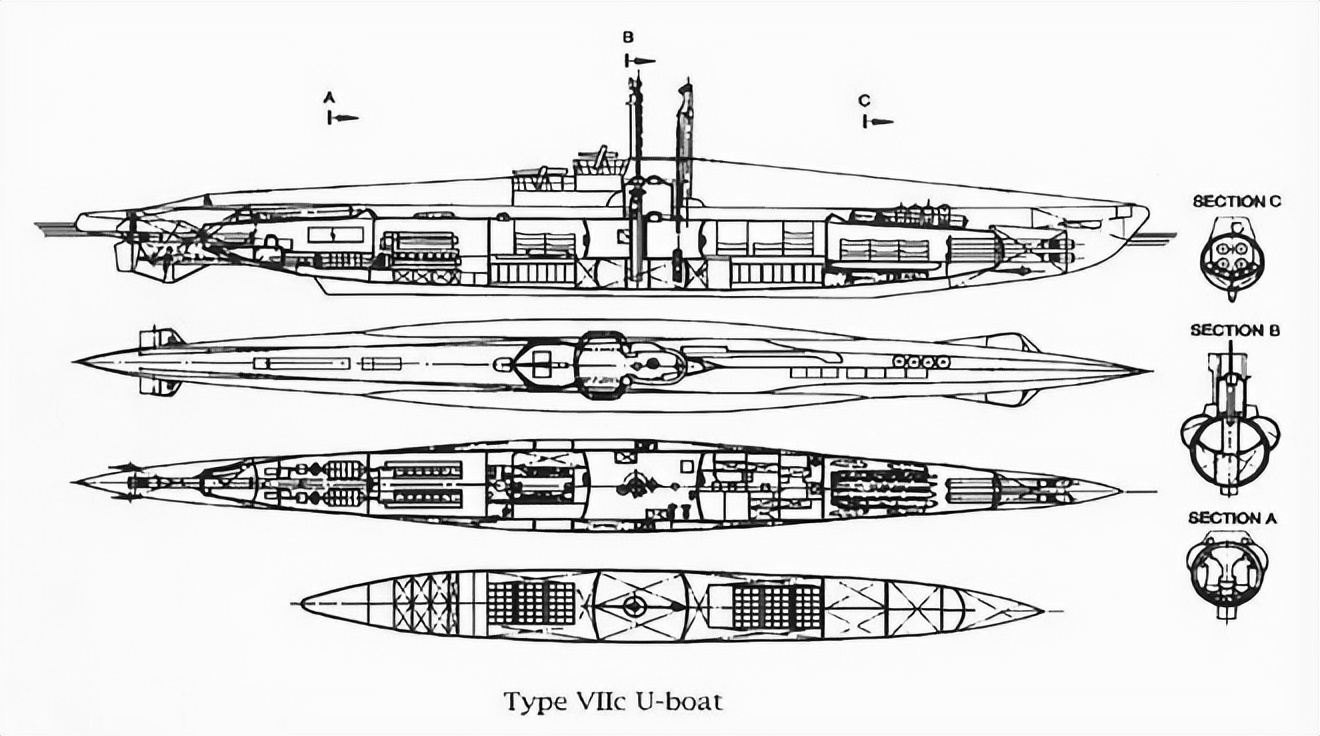
Sơ đồ các mặt cắt một tàu ngầm Type VIIC

Phân lớp VIIC của Tàu ngầm Type VII là một phiên bản VIIB được kéo dài thêm. Chúng có trọng lượng choán nước 769 t (757 tấn Anh) khi nổi và 871 t (857 tấn Anh) khi lặn). Con tàu có chiều dài chung 67,10 m (220 ft 2 in), lớp vỏ trong chịu áp lực dài 50,50 m (165 ft 8 in), mạn tàu rộng 6,20 m (20 ft 4 in), chiều cao 9,60 m (31 ft 6 in) và mớn nước 4,74 m (15 ft 7 in).
Chúng trang bị hai động cơ diesel Germaniawerft F46 siêu tăng áp 6-xy lanh 4 thì, tổng công suất 2.800–3.200 PS (2.100–2.400 kW; 2.800–3.200 bhp), dẫn động hai trục chân vịt đường kính 1,23 m (4,0 ft), cho phép đạt tốc độ tối đa 17,7 kn (32,8 km/h), và tầm hoạt động tối đa 8.500 nmi (15.700 km) khi đi tốc độ đường trường 10 kn (19 km/h). Khi đi ngầm dưới nước, chúng sử dụng hai động cơ/máy phát điện Garbe, Lahmeyer & Co. RP 137/c  tổng công suất 750 PS (550 kW; 740 shp). Tốc độ tối đa khi lặn là 7,6 kn (14,1 km/h), và tầm hoạt động 80 nmi (150 km) ở tốc độ 4 kn (7,4 km/h). Con tàu có khả năng lặn sâu đến 230 m (750 ft).
Vũ khí trang bị có năm ống phóng ngư lôi 53,3 cm (21 in), bao gồm bốn ống trước mũi và một ống phía đuôi, và mang theo tổng cộng 14 quả ngư lôi, hoặc tối đa 22 quả thủy lôi TMA, hoặc 33 quả TMB. Tàu ngầm Type VIIC bố trí một hải pháo 8,8 cm SK C/35 cùng một pháo phòng không 2 cm (0,79 in) trên boong tàu. Thủy thủ đoàn bao gồm 4 sĩ quan và 40-56 thủy thủ.

### Chế tạo
U-617 được đặt hàng vào ngày 15 tháng 8, 1940, và được đặt lườn tại xưởng tàu của hãng Blohm & Voss ở Hamburg vào ngày 31 tháng 5, 1941. Nó được hạ thủy vào ngày 14 tháng 2, 1942, và nhập biên chế cùng Hải quân Đức Quốc Xã vào ngày 9 tháng 4, 1942 dưới quyền chỉ huy của Hạm trưởng, Đại úy Hải quân Albrecht Brandi.

## Lịch sử hoạt động

### 1942
Sau khi hoàn tất việc huấn luyện trong thành phần Chi hạm đội U-boat 5, U-617 được điều sang Chi hạm đội U-boat 7 từ ngày 1 tháng 9, 1942 để hoạt động trên tuyến đầu, rồi được điều sang Chi hạm đội U-boat 29 từ ngày 1 tháng 12, 1942 để hoạt động tại Địa Trung Hải cho đến khi bị mất.

#### Chuyến tuần tra thứ nhất
U-617 khởi hành từ cảng Kiel, Đức vào ngày 29 tháng 8, 1942 cho chuyến tuần tra đầu tiên trong chiến tranh. Nó tiến ra Bắc Hải, rồi băng qua khe GI-UK giữa Iceland và quần đảo Faroe để vòng qua quần đảo Anh và hoạt động tại khu vực Trung tâm Bắc Đại Tây Dương. Trên đường đi ở vị trí về phía Nam Iceland vào ngày 7 tháng 9, nó phóng ngư lôi đánh chìm chiếc tàu đánh cá Faroe Tor II 292 GRT ở vị trí khoảng 70 nmi (130 km) về phía Đông Nam Vestmannaeyjar.
Đến ngày 23 tháng 9, chiếc U-boat tấn công Đoàn tàu SC-100, và đã đánh chìm chiếc tàu chở dầu Anh Athelsultan 8.882 GRT lúc 00 giờ 19 phút, và tàu buôn Anh Tennessee 2.342 GRT lúc 01 giờ 42 phút ở vị trí về phía Đông Nam mũi Farewell, Greenland. Sang ngày hôm sau 24 tháng 9, nó lại đánh chìm chiếc tàu buôn Bỉ Roumanie 3.563 GRT, vốn bị tụt lại phía sau Đoàn tàu SC-100, ở vị trí khoảng 280 nmi (520 km) về phía Tây Nam Iceland.
Chiếc tàu ngầm kết thúc chuyến tuần tra và đi đến cảng St. Nazaire bên bờ Đại Tây Dương của Pháp đã bị Đức chiếm đóng, đến nơi vào ngày 7 tháng 10.

### 1943

#### Chuyến tuần tra thứ bảy – Bị mất
U-617 rời cảng Toulon vào ngày 28 tháng 8 cho chuyến tuần tra thứ bảy, cũng là chuyến cuối cùng, để lại hoạt động dọc bờ biển Bắc Phi ngoài khơi Algérie. Tại đây vào ngày 6 tháng 9, nó phóng bốn quả ngư lôi tấn công và đánh chìm được chiếc tàu khu trục hộ tống Anh HMS Puckeridge (1.050 tấn) ở vị trí khoảng 40 nmi (74 km) về phía Đông Gibraltar.
Đến 01 giờ 50 phút ngày 12 tháng 9, U-617 bị một máy bay ném bom Vickers Wellington trang bị đèn Leigh thuộc Liên đội 179 Không quân Hoàng gia Anh (RAF) thả mìn sâu tấn công trong Địa Trung Hải ngoài khơi Maroc, rồi tiếp tục bị một chiếc Wellington khác xuất phát từ Gibraltar tấn công. U-617 bị hư hại nặng và bị mắc cạn gần Mellila, Maroc. Toàn bộ 49 thành viên thủy thủ đoàn của U-617 đều bỏ tàu an toàn, và bị giới chức Tây Ban Nha bắt giữ, nhưng sau đó được cho hồi hương về Đức.
Xác tàu đắm của U-617 tiếp tục bị những máy bay Lockheed Hudson thuộc các liên đội 48 và 233 RAF cùng hai máy bay ném bom-ngư lôi Fairey Swordfish thuộc các liên đội 833 và 886 Không lực Hải quân Hoàng gia tấn công. Cuối cùng hải pháo từ tàu corvette Anh HMS Hyacinth và tàu corvette Australia HMAS Wollongong đã đánh chìm U-617 tại tọa độ 35°38′B 03°27′T / 35,633°B 3,45°T

### "Bầy sói" tham gia
U-617 từng tham gia năm bầy sói:
- Pfeil (12 – 22 tháng 9, 1942)
- Blitz (22 – 26 tháng 9, 1942)
- Tiger (26 – 30 tháng 9, 1942)
- Delphin (4 – 10 tháng 11, 1942)
- Wal (10 – 15 tháng 11, 1942)

### Tóm tắt chiến công
U-617 đã đánh chìm được tám tàu buôn tổng tải trọng 25.879 GRT, hai tàu chiến tổng tải trọng 3.700 tấn, cùng một tàu chiến phụ trợ tải trọng 810 GRT:
| Ngày              | Tên tàu        | Quốc tịch                    | Tải trọng | Số phận      |
| ----------------- | -------------- | ---------------------------- | --------- | ------------ |
| 7 tháng 9, 1942   | Tor II         | Bản mẫu:Country data Faeroes | 292       | Bị đánh chìm |
| 23 tháng 9, 1942  | Athelsultan    | United Kingdom               | 8.882     | Bị đánh chìm |
| 23 tháng 9, 1942  | Tennessee      | United Kingdom               | 2.342     | Bị đánh chìm |
| 24 tháng 9, 1942  | Roumanie       | Belgium                      | 3.563     | Bị đánh chìm |
| 28 tháng 12, 1942 | HMS St Issey   | Hải quân Hoàng gia Anh       | 810       | Bị đánh chìm |
| 15 tháng 1, 1943  | Annitsa        | Greece                       | 4.324     | Bị đánh chìm |
| 15 tháng 1, 1943  | Harboe Jensen  | Norway                       | 1.862     | Bị đánh chìm |
| 1 tháng 2, 1943   | HMS Welshman   | Hải quân Hoàng gia Anh       | 2.650     | Bị đánh chìm |
| 5 tháng 2, 1943   | Corona         | Norway                       | 3.264     | Bị đánh chìm |
| 5 tháng 2, 1943   | Henrik         | Norway                       | 1.350     | Bị đánh chìm |
| 6 tháng 9, 1943   | HMS Puckeridge | Hải quân Hoàng gia Anh       | 1.050     | Bị đánh chìm |